# Arturo Licata
Arturo Licata (Enna, 2 maggio 1902 – Enna, 24 aprile 2014) è stato un supercentenario italiano che detenne il titolo di decano maschile dell'umanità dal 26 marzo 2014, alla morte dello statunitense Ernest Peronneau, fino al suo stesso decesso.

## Biografia
Ufficialmente nato a Enna il 2 maggio 1902 (sosteneva però di essere nato 4 giorni prima), Arturo Licata abbandonò la scuola in età infantile per dedicarsi al lavoro come conduttore meccanico in una miniera di zolfo, che svolse per circa vent'anni. Arruolato negli anni Trenta per combattere la guerra di Etiopia, fu inviato per due anni ad Addis Abeba come soldato semplice. Tornato in Italia, lavorò come infermiere assistendo i malati di tubercolosi a Enna. Sposatosi con Rosa Iannello nel 1929, ebbe da lei sette figli; rimase vedovo nel 1980.
Trascorse i suoi ultimi anni nel quartiere ennese di Fundrisi, assistito da una delle sue figlie. Durante la vita si era sempre dedicato al suono della chitarra da autodidatta, realizzando anche ballate popolari; era, inoltre, un compositore di poesie e di serenate. La sua alimentazione era sempre consistita in molte verdure e poca carne rossa; l'uomo dichiarò di non avere mai sofferto di insonnia.
Il 13 settembre 2013, con la morte a New York del 112enne Salustiano Sánchez, Arturo Licata divenne la persona di sesso maschile più longeva al mondo la cui età all'epoca fosse stata verificata: il Gerontology Research Group l'aveva già annoverato tra i supercentenari viventi la cui documentazione anagrafica era stata ritenuta valida. Recenti indagini condotte dall'associazione di ricerca gerontologica LongeviQuest hanno permesso di stabilire che in realtà Licata ereditò il titolo mondiale di uomo vivente più longevo soltanto il 26 marzo 2014, alla morte a 112 anni e 19 giorni dello statunitense Ernest Peronneau. Già dal maggio del 2013, però, la salute di Licata si era deteriorata: l'uomo era costretto a letto, con gravi problemi di vista e di udito.
Licata morì il pomeriggio del 24 aprile 2014 nella propria casa di Enna, all'età di 111 anni e 357 giorni. Gli succedette al titolo di decano maschile dell'umanità lo statunitense di origini polacche Alexander Imich.